# Evert Lundberg

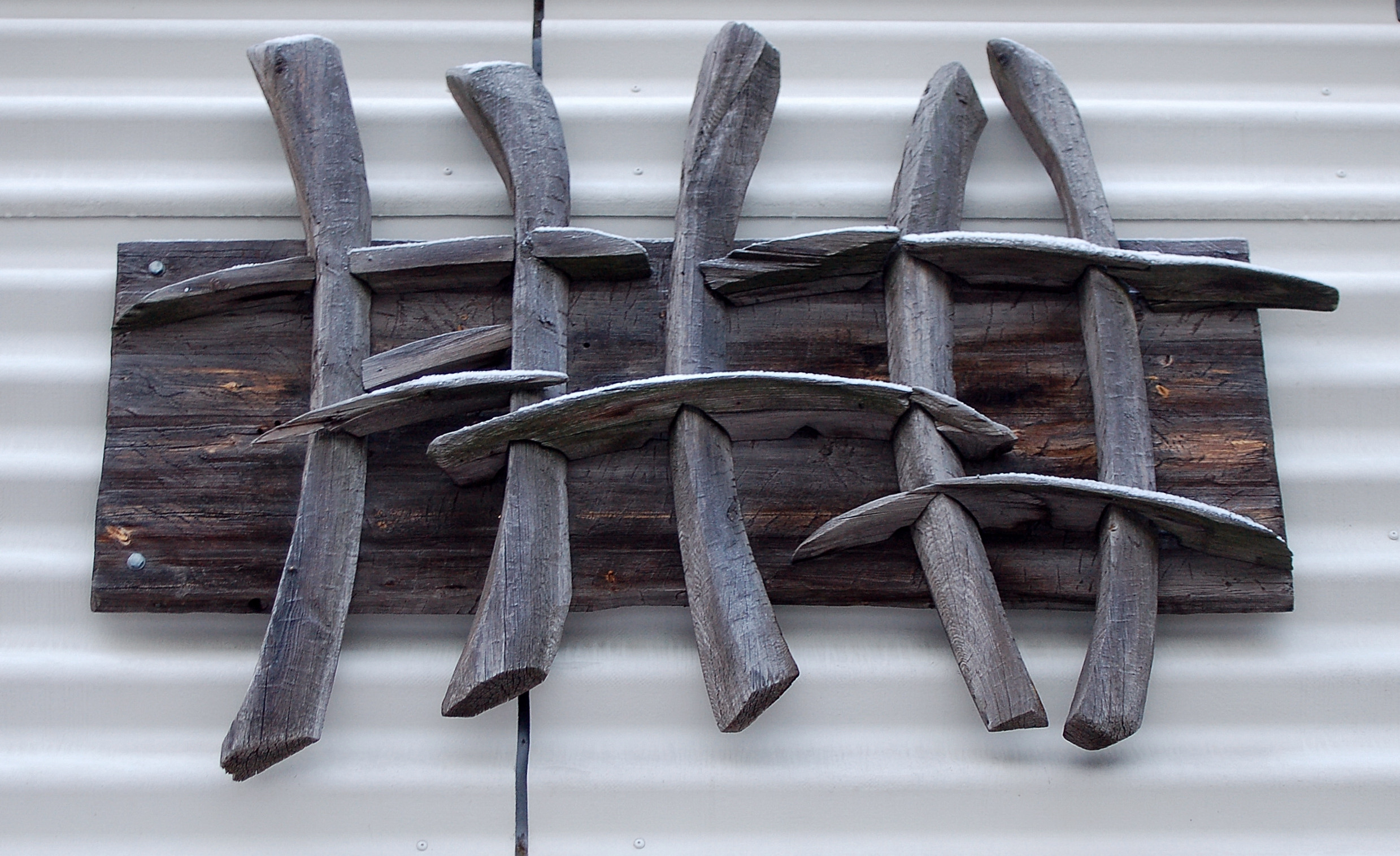
Fasadutsmyckning på Hemvägen i Karlstad av Evert Lundberg

Karl Evert Lundberg, född 8 januari 1922 i Kristinehamn i Värmlands län, död 4 mars 2016, var en svensk målare, grafiker och rektor. 
Lundberg studerade vid Slöjdföreningens skola i Göteborg samt Konstfackskolan i Stockholm. Han medverkade i Värmlands konstförenings utställningar sedan 1956 och i samlingsutställningen Stockholmssalongen på Liljevalchs konsthall ett flertal gånger. Han hade även separatutställningar i Kristinehamn och Karlstad.
Han var rektor för Landstingets folkhögskola och rektor vid Konstskolan i Kyrkerud, Årjäng.
Lundberg har tilldelats Årjängs kommuns Kulturstipendium, Värmlands Konstförenings Resestipendium, Thor Fagerkvists stipendium samt Kristinehamns kulturstipendium 2010.
Bland hans offentliga utsmyckningar finns Formar från havet som är en fasadutsmyckning i bostadsområdet Hemvägen, Våxnäs, Karlstad samt en väggmålning på Årjängs sjukhus.
Hans konst består av landskapsskildringar från bland annat Gotland utförda i akvarell. Lundberg är representerad på Värmlands museum och i Västerbottens läns landstings samlingar, samt i ett flertal statliga och kommunala samlingar.
Evert Lundberg gifte sig 1951 med Britta Alice Lundberg (född 1927).